# Metilpropanodial
Metilpropanodial (MPDL), 2-metilpropanodial, metilmalondialdeído ou 2-metil-1,3-propanodiona é o composto orgânico de fórmula C4H6O2, SMILES CC(C=O)C=O e massa molecular 86,09. É classificado com o número CAS 16002-19-0.
É usado na síntese de diversos carotenóides.
A decomposição de radicais alcóxi o produz após a reação com óxido de nitrogênio (NO) na foto-oxidação do isopreno.